# Freestyler
«Freestyler» — сингл финской группы «Bomfunk MC’s», выпущенный в Финляндии 30 октября 1999 года. Это третий сингл группы с их дебютного студийного альбома In Stereo. Он достиг четвертого места в финском чарте синглов и возглавил чарты более чем в 10 странах, включая Австралию, Германию, Италию, Новую Зеландию и Швецию. Песня также вошла в топ-10 чартов Дании, Исландии, Ирландии и Великобритании.
В тексте самой песни её свежий и ритмичный стиль исполнения противопоставляется мелодичности песен Селин Дион или сингла «Karma Chameleon» поп-группы «Culture Club». Присутствуют и отсылки ненормативного характера, тем не менее видеоклип показывался по «MTV» без цензуры. В частности, фраза «So who the fuck is Alice, is she from Buckingham Palace?» (с англ. — «Кто, блядь, эта Алиса, она из Букингемского дворца?») отсылает к известной песне «Living Next Door to Alice» группы «Smokie», а фраза «You know they can’t handle us like Debbie does Dallas» (с англ. — «Знаете, нас нельзя „сделать“, как Дэбби „сделала“ Даллас») — к порнофильму «Дебби покоряет Даллас».

## Композиция
«Freestyler» ― это брейкбитная песня, в которой присутствует влияние британской танцевальной культуры и электронной танцевальной музыки, а также некоторых влияний драм-н-бэйса и хип-хопа. Она написана в тональности ми минор и выдержана в темпе 164 удара в минуту.

## Критика
Издание Daily Record охарактеризовало «Freestyler», как «классный олдскульный трек». Журнал CMJ New Music Monthly описал трек как «смесь хип-хопа с сэмплированной слайд-гитарой, резиновыми синтезаторными басами и танцевальными карибскими интонациями, естественную для танцпола».

## Видеоклип
Видеоклип к песне снимался в Хельсинки, преимущественно на станции метро Хаканиеми. При этом использовалась псевдо-чёрно-белая плёнка со светофильтром, пропускающим оттенки оранжевого (схематический цвет Хельсинкского метрополитена). Главный персонаж — молодой паренёк с плеером MiniDisc (производства Sony) — это финский музыкант Марло Снеллман, которому на момент съёмок было 15 лет. Кастинг он прошёл благодаря своей матери, предпринимательнице в сфере модельного бизнеса Лайле Снеллман.
По сюжету он встречает в метро странного человека (Раймонд Эбанкс), который заряжает его плеер неведомой силой, способной управлять временем. Марло развлекается, перематывая время туда-обратно для поездов, прохожих, танцоров, но начинает злоупотреблять данной ему силой. В конце он находит в метро подпольный джем танцоров брейка, но на них перемотка времени не действует. Человек, давший ему силу, приближается к нему с неизвестным намерением, и поскольку заморозить его не удается, главный герой перематывает назад самого себя и вновь оказывается на станции метро до получения силы.
В последующем он также появляется как камео в эпизоде видеоклипа на сингл B-Boys & Flygirls (на временной отметке 2:15), где также устраивает бессмысленное хулиганство с торможением машины.

### Ремейк
В 2019 году, спустя 20 лет после записи оригинальной песни, на сайте YouTube был опубликован видеоклип «Freestyler 2019», набравший за несколько недель больше 6 миллионов просмотров. Данный видеоклип создан как вирусная реклама бельгийского оператора «YUGO Telenet» и повторяет многие сцены из оригинального видео. В нём снялись участники «Bomfunk MC’s», некоторые другие актёры из оригинального клипа. Примечательно что большая часть комментариев под роликом были русскоязычными, что говорит о большой популярности песни в России.
Главную роль исполнила Милица Байчетич (серб. Milica Bajčetić), которая вместо плеера использовала уже смартфон. Съёмки прошли на станции Вуков Споменик в Белграде, где курсировала электричка БГ ВОЗ.

## Трек-лист
| Finnish 12-inch single and Australian maxi-CD single 1. "Freestyler" (radio edit) – 2:52 2. "Freestyler" (alternative radio edit) – 4:07 3. "Freestyler" (Happy Mickey Mouse mix) – 4:47 4. "Freestyler" (Missing Link remix) – 5:40 European CD single 1. "Freestyler" (radio edit) – 2:52 2. "Freestyler" (album version) – 5:06 European maxi-CD single 1. "Freestyler" (radio edit) – 4:07 2. "Freestyler" (Skillsters remix) – 3:03 3. "Freestyler" (Happy Mickey Mouse mix) – 4:48 4. "Freestyler" (Missing Link remix) – 5:40 5. "Freestyler" (album version) – 5:06 UK CD1 1. "Freestyler" (radio edit) – 2:52 2. "Freestyler" (alternative radio edit) – 4:07 3. "Freestyler" (Dirty Rotten Scoundrels Surgical Spirit dub) – 7:59 UK CD2 1. "Freestyler" (radio edit) – 2:52 2. "Freestyler" (Dirty Rotten Scoundrels Surgical Spirit mix) – 8:04 3. "Freestyler" (Tuff Twins mix) – 7:13 | UK cassette single 1. "Freestyler" (radio edit) – 2:52 2. "Freestyler" (alternative radio edit) – 4:07 Australian CD single 1. "Freestyler" (radio edit) – 2:52 2. "Freestyler" (Tuff Twins mix) – 7:13 3. "Freestyler" (Dirty Rotten Scoundrels Surgical Spirit mix) – 8:04 4. "Freestyler" (Skillsters remix) – 3:03 5. "Freestyler" (alternative radio edit) – 4:07 US maxi-CD single 1. "Freestyler" (radio edit) – 2:52 2. "Freestyler" (Missing Link mix) – 5:39 3. "Freestyler" (Happy Mickey Acid Break mix) – 4:47 4. "Freestyler" (Skillsters mix) – 3:03 5. "Sky's the Limit" (radio edit) – 3:58 6. "Freestyler" (album version) – 5:06 US 12-inch single A1. "Freestyler" (Missing Link remix) – 5:40 A2. "Freestyler" (radio edit) – 4:07 B1. "Freestyler" (Happy Mickey Acid Break mix) – 4:48 B2. "Freestyler" (Skillsters remix) – 3:03 |

## Позиции в чартах
| Чарты (2000–2001)                   | Высшая позиция |
| ----------------------------------- | -------------- |
| Австралия (ARIA)                    | 1              |
| Австрия (Ö3 Austria Top 40)         | 1              |
| Бельгия/Фландрия (Ultratop 50)      | 1              |
| Бельгия/Валлония (Ultratop 50)      | 1              |
| Denmark (IFPI)                      | 2              |
| Europe (Eurochart Hot 100)          | 1              |
| Финляндия (Suomen virallinen lista) | 4              |
| Франция (SNEP)                      | 8              |
| Германия (GfK)                      | 1              |
| Greece International (IFPI)         | 1              |
| Hungary (Mahasz)                    | 6              |
| Iceland (Íslenski Listinn Topp 40)  | 2              |
| Ирландия (IRMA)                     | 3              |
| Ireland Dance (IRMA)                | 2              |
| Италия (FIMI)                       | 1              |
| Нидерланды (Dutch Top 40)           | 1              |
| Нидерланды (Single Top 100)         | 1              |
| Новая Зеландия (Recorded Music NZ)  | 1              |
| Норвегия (VG-lista)                 | 1              |
| Poland (Music & Media)              | 12             |
| Portugal (AFP)                      | 6              |
| Romania (Romanian Top 100)          | 1              |
| Шотландия (OCC Scotland)            | 4              |
| Испания (PROMUSICAE)                | 7              |
| Швеция (Sverigetopplistan)          | 1              |
| Швейцария (Schweizer Hitparade)     | 1              |
| Великобритания (OCC UK Singles)     | 2              |
| US Maxi-Singles Sales (Billboard)   | 46             |

| Чарт (2024)                | Высшая позиция |
| -------------------------- | -------------- |
| Estonia Airplay (TopHit)   | 30             |
| Latvia Airplay (TopHit)    | 6              |
| Lithuania Airplay (TopHit) | 16             |

| Чарты (2024)               | Высшая позиция |
| -------------------------- | -------------- |
| Estonia Airplay (TopHit)   | 50             |
| Latvia Airplay (TopHit)    | 13             |
| Lithuania Airplay (TopHit) | 22             |

| Чарт(2000)                         | Позиция |
| ---------------------------------- | ------- |
| Australia (ARIA)                   | 3       |
| Austria (Ö3 Austria Top 40)        | 4       |
| Belgium (Ultratop 50 Flanders)     | 3       |
| Belgium (Ultratop 50 Wallonia)     | 7       |
| Denmark (IFPI)                     | 4       |
| Europe (Eurochart Hot 100)         | 1       |
| France (SNEP)                      | 24      |
| Germany (Official German Charts)   | 4       |
| Iceland (Íslenski Listinn Topp 40) | 1       |
| Ireland (IRMA)                     | 30      |
| Netherlands (Dutch Top 40)         | 5       |
| Netherlands (Single Top 100)       | 3       |
| New Zealand (Recorded Music NZ)    | 29      |
| Romania (Romanian Top 100)         | 1       |
| Sweden (Sverigetopplistan)         | 2       |
| Switzerland (Schweizer Hitparade)  | 1       |
| UK Singles (OCC)                   | 23      |

| Чарт (2000–2009)                 | Позиция |
| -------------------------------- | ------- |
| Australia (ARIA)                 | 56      |
| Germany (Official German Charts) | 31      |
| Netherlands (Single Top 100)     | 10      |

## Сертификации
| Регион | Сертификация  | Продажи   |
| --- | ------------- | --------- |
| Австралия (ARIA) | 2× Платиновый | 140 000^  |
| Австрия (IFPI Austria) | Платиновый    | 50 000*   |
| Бельгия (BEA) | 2× Платиновый | 100 000*  |
| Дания (IFPI Danmark) | Золотой       | 45 000    |
| Франция (SNEP) | Золотой       | 250 000*  |
| Германия (BVMI) | 3× Золотой    | 750 000^  |
| Италия | —             | 100,000   |
| Нидерланды (NVPI) | Платиновый    | 75 000^   |
| Новая Зеландия (RMNZ) | Платиновый    | 10 000*   |
| Норвегия (IFPI Norway) | Платиновый    |           |
| Швеция (GLF) | 3× Платиновый | 90 000^   |
| Швейцария (IFPI Switzerland) | Платиновый    | 50 000^   |
| Великобритания (BPI) | Платиновый    | 600 000   |
| Итого |               |           |
| Европа | —             | 1,500,000 |
| * Данные о продажах приведены только на основе сертификации. · ^ Данные о тиражах приведены только на основе сертификации. · Данные о продажах + прослушиваниях приведены только на основе сертификации. |               |           |

## Влияние
- Композиция использована в видеоигре Mat Hoffman's Pro BMX 2[англ.].
- Также она использована в фильме Haggard: The Movie Бэма Марджера.
- Песня «Sidstyler» с таким же припевом и такой же аранжировкой исполняется группой Machinae Supremacy.
- Украинский рэпер Giga1 на одном из рэп-батлов Versus против Энди Картрайта в третьем рауде прочитал панчлайн «Я ставлю раком раком твой корявый флоу», что является игрой слов на «Rock the microphone» из «Freestyler»[89].